# Thyreus fortissimus
Thyreus fortissimus là một loài Hymenoptera trong họ Apidae. Loài này được Cockerell & Mackie mô tả khoa học năm 1933.